# 體鳴樂器

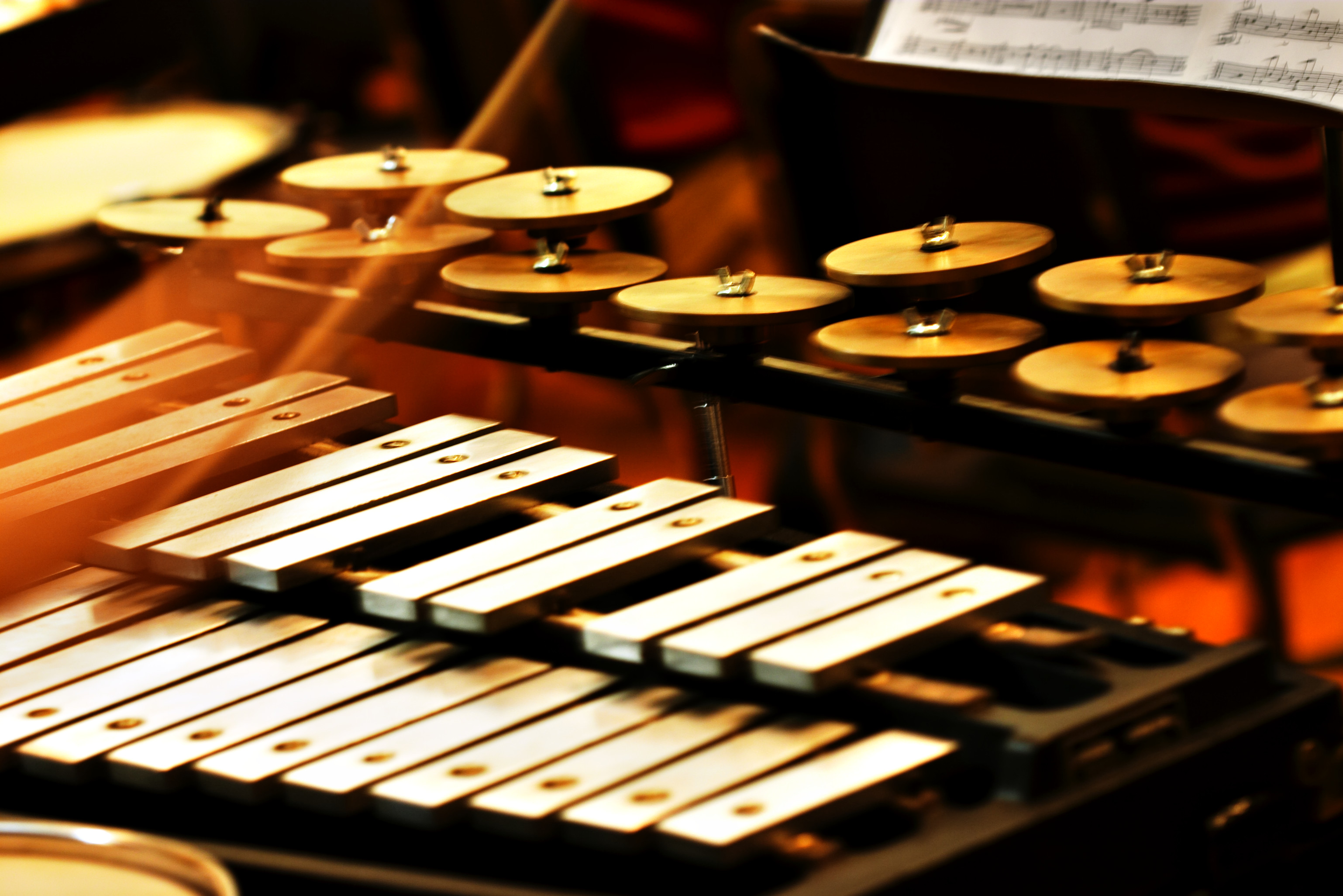
同屬體鳴樂器的鐘琴及鐃鈸

體鳴樂器（Idiophone）是薩克斯樂器分類法（H&S分類法）中的其中一個主要分類。所使用的編號為“1”。絕大部份的敲擊樂器均可歸納於此類別內，較常見的例子有三角鐵、木魚、響板、木琴等。其字源來自古希臘語中的「自身、個人、明顯的」（idio）及「聲音」（phone）。

## 定義
根據H&S分類法的定義，但凡一件樂器，它產生聲音的方法是透過自身樂器的震動（不論是從固態性(solidity)或是彈性(elasticity)的狀況），而非藉着其他的介體：例如膜、絃線、空氣（後來加入了第5類時也包括了電流）來發聲，皆可稱為「體鳴樂器」。因此，如按一般樂器分類法的角度來講，管樂、絃樂及除鋼片琴外的絕大部份鍵盤樂器皆全不符合上述定義，只有敲擊樂器才能符合；當中，所有鼓類樂器又因其發聲原理主要借助膜的震動來發聲，樂器本體或會製造聲音、但遠不及由膜所產生般顯著，因此也不符合要求。
體鳴樂器下共可分為6個的子類：當中撞擊類（struck idiophones，11）佔最多，其餘的5類分別是撥奏類（Lamellaphones，或稱plucked idiophones，12）、摩擦類（friction idiophones，13）、氣動類（blown idiophones，14）、金屬片類（Metal sheets ，15）及伸延式膜類（Flexed diaphragms，16），其中14, 15及16子類下的樂器十分稀少，15和16子類更是兩人死後，由其他人重新編制定的，當中，原來的雷鳴器和彈音器都是由原來111子類及112子類轉至15子類。

## 歸類方法

### 子類
注意：以下列表並未有列出所有類別

#### 11子類
- 樂器是因撞擊而發聲

- 111 透過自身撞擊或借助其他物件敲打而發出聲音

- 111.1 由兩塊可產生渾鳴的組件互相撞擊而發聲

- 111.11 棒類，包括樂骨、印度木片響板、拍板、擊木、越南拍板Sanh
- 111.12 板類，包括樂鞭
- 111.13 槽類，包括菲律賓Palipal （页面存档备份，存于）及Balingbing （页面存档备份，存于）
- 111.14 皿類（平面上擁有凹形空間）

- 111.141 響板
- 111.142 銅鈸

- 111.2 借助非發聲體（如手、棍或其他物件）去敲打任何可產生渾鳴或非渾鳴的物件

- 111.21 棍狀類

- 111.211 單獨形，如三角鐵
- 111.212 組合形，如木琴

- 111.22 板狀類

- 111.221 單獨形，如單塊鐘音板
- 111.222 組合形，如複合鐘音板、鐘琴、石板琴、編磬、鐃鈸

- 111.23 管狀類

- 111.231 單獨形，如單支管鐘、木鼓（舊分類）、木魚
- 111.232 組合形，如管鐘、管鐘琴

- 111.24 皿類

- 111.241 鑼類（頂部的震動最強烈）

- 111.241.1 單獨型的鑼

- 111.241.11 單獨型、單音（鑼）
- 111.241.12 單獨型、複音（油筒鼓）、手碟也歸這類，雖然其開口向下

- 111.241.2 組合型的鑼

- 111.241.21 雲鑼、十面鑼

- 111.242 鐘類（頂部的震動最弱）

- 111.242.1 單獨型的鐘

- 111.242.11 靜止狀態形、咀口向上、置於手上或咕𠱸上

- 111.242.111 外敲式，以獨立的撞擊物敲打，如磬、牛鈴、賈特朗樂碗

- 111.242.12 懸掛式（由頂尖部份穿過）

- 111.242.121 外敲式，以獨立的撞擊物敲打，如中國、日本寺院內的鐘，
- 111.242.122 內敲式，以獨立的撞擊物敲打置於鐘內，如教堂、鐘樓內的鐘
- 111.242.123 外敲式，但用來敲打用的物件是作為鐘的一部份

- 111.242.2 組合型的鐘（下屬定義跟111.242.1相同，基本上只要把111.242.1內的樂器數目變成複數，便可直接歸入本子類）

- 111.242.211 定音牛鈴
- 111.242.221 樹鈴
- 111.242.222 樂鐘

- 111.243 木頭鼓一類備有中空式凹槽的樂器，非全開口形
- 111.244 其他備有中空式凹槽的樂器，全開口形，如拉篥鼓

- 111.25 巨石類，如石鑼

- 112 樂器非由演奏者直接於樂器作出敲打而發聲，而是借用非敲打式的動作，使其發聲。

- 112.1 搖晃式體鳴樂器或鞀類（演奏者採用搖晃的動作）

- 112.11 懸架式鞀類

- 112.111 串形鞀類，如頸鏈一類將貝殼、寶石、或其他物件串起來的各式環鍊類
- 112.112 棒形/環形鞀類，如附有鈴片的叉鈴、馬鈴

- 112.12 框形鞀類

- 112.121 下垂形鞀類，如加上了發聲環的祖魯族舞盾
- 112.122 推拉形鞀類（以不發聲物件在發聲物件的凹槽上前後滑動令其發聲，或相反），如印尼昂格隆、鐵沙鈴或竿形叉鈴、顫音器

- 112.13 管形鞀類，例如沙鎚、貝努埃葫蘆搖鈴（Benue gourd rattles）、卡揚博、卡西西沙鈴、甘薩

- 112.2 刮式體鳴樂器，演奏者以直接或間接方式、以一個不發聲的工具，在一個附有凹糟的發聲物件套用刮的動作（或相反原理），令樂器發聲

- 112.21 棒形刮類：使用小形棒類於附有凹糟的棒形樂器上操作

- 112.211 沒有共鳴箱的凹糟形棒，如Reque reque
- 112.212 有共鳴箱的凹糟形棒，例如中國的敔

- 112.22 管形刮類，如刮竹、Kagul
- 112.23 波紋狀刮管類，如刮瓜、顎骨刮
- 112.24 輪形刮類，如棘輪
- 112.25 板形刮類，如洗衣板

- 112.3 分置式體鳴樂器，此類樂器備有2個彈弓型的伸延，並利用後座力原理令樂器震生震動，例如中國「huan t'u」（??）及伊朗的「qašik」

#### 12子類
- 樂器是以彈撥方式發聲，如塊形、條形金屬薄片[7]

- 121 框形（彈性簧片於框架或圈內震動）

- 121.1 簧片置於果殼外，以果殼為共鳴體
- 121.2 口簧類（簧片置於棒形或版形框，依靠演奏者的口腔作共鳴箱）

- 121.21 自體口簧（簧片與框架屬同一個體），如巴布亞新畿內亞竹製口簧琴「Susap （页面存档备份，存于）」、「Tombagl」、菲律賓口簧琴「Afiw （页面存档备份，存于）」、日本阿伊努族Mukkuri、印尼西爪哇卡寧丁口簧琴等、中國口弦等（因121.21未有如下述121.22有細分單個或多個，因此一併歸入）。
- 121.22 異體口簧（簧片與框架並不屬同一個體，很多時都是簧片另外加裝於框架內）

- 121.221 單個式（一般的口簧琴均屬此分類）
- 121.222 複數式（一個框架內有多於一個口簧片）

- 122 板形，可以是發聲條加裝在板上，又或者發聲條是從板上切割成梳狀或鋸齒狀，彈撥琴（Mbira，又可稱Kalimba）屬這分類

- 122.1 用繩或釣將簧片固定

- 122.11 沒有共鳴箱
- 122.12 有共鳴箱

- 122.2 預製式簧片（有後綴 -8 及 -9 ，但暫時未有實際樂器歸入）

#### 13子類
- 因摩擦而產生震動

- 131 摩擦棒類

- 131.1 單獨摩擦棒類，如砂紙板（Sandpaper blocks）
- 131.2 複數摩擦棒類

- 131.21 直接於棒上摩擦，如釘子提琴
- 131.22 棒狀發聲體透過其他介面的摩擦，不慬是橫向或縱向產生的震動發聲，如 恩斯特的棒形琴（Euphon）

- 132 摩擦板類

- 132.1 單數摩擦板類
- 132.2 複數摩擦板類，如巴布亞新畿內亞的摩擦鼓 （页面存档备份，存于）（Launut、Livika）

- 133 摩擦皿類

- 133.1 單數摩擦皿類，如巴西龜殼
- 133.2 複數摩擦皿類，函蓋了19世紀、20世紀種種由不同形狀的玻璃所製成的樂器，包括了玻璃琴、巴氏水晶琴、樂碗、玻璃管琴、樂杯等等

- 134 摩擦薄片類，例如風鳴器

#### 14分類
- 藉風力或空氣的流動令樂器產生震動而發聲
- 141 棒型

- 141.2 複數式，如風力鋼琴

- 142 板型

#### 15分類
- 由一塊可活動式的金屬薄片所發出的震動

- 151 藉摩擦力，如鋸琴
- 152 藉撞擊，如劇場式雷鳴器（使用槌）
- 153 藉搖動，如手提式雷鳴器（不使用槌）
- 154 藉搖動而間接敲擊，如彈音器

#### 16分類
- 以一塊具伸縮性的隔膜，中央有一條幼繩穿過其中心位而引發震動

#### 後綴
H&S分類法於每一分類下再設有後綴，提供部份樂器的一些補充資料。就體鳴樂器而言，設下了以下後綴：
- -1 空氣的震動通過放大器及揚聲器增強。（只限原設計或發聲上本未有考慮擴音的需要，電子樂器歸入另一分類內。）

- -11：使用可拆除式的麥克風。
- -12：使用可拆除式的拾音器。

- -8 附有鍵盤
- -9 由機械推動

## 外部連結
- 網上霍恩博斯特爾-薩克斯分類法查閱 （页面存档备份，存于），歐洲網上樂器博物館。